# Ulica Jana Sobieskiego w Krakowie
Ulica Jana Sobieskiego – ulica w Krakowie, w dzielnicy I Stare Miasto, na Piasku. Łączy ulicę Stefana Batorego na południu z ulicą Henryka Siemiradzkiego na północy.
Ulica została wytyczona w 1887 roku. Nazwę otrzymała w 1890 roku.

## Zabudowa
Zabudowa ulicy pochodzi w większości z lat 90. XIX wieku i początku XX wieku. Stanowią ją przeważnie kamienice czynszowe pozbawione funkcji handlowych, z wyjątkiem budynków na skrzyżowaniach z ulicami Kremerowską i Siemiradzkiego.
- ul. Sobieskiego 1 – Kamienica w stylu secesyjnym. Projektował Józef Pokutyński, 1906–1907.
- ul. Sobieskiego 2 (ul. Batorego 9) – Kamienica w stylu modernistycznym. Projektował Janusz Zarzycki, 1934.
- ul. Sobieskiego 3 – Kamienica z secesyjną dekoracją fasady. Projektował Jan Orłoński (?), 1905.
- ul. Sobieskiego 6 – Kamienica z cofniętą pięcioboczną fasadą z ogródkiem w środku. Wzniesiona w latach 1909–1910.
- ul. Sobieskiego 8 (ul. Kremerowska 2) – Kamienica. Projektował Henryk Lamensdorf, 1913.
- ul. Sobieskiego 9–13 – Gmach II Liceum Ogólnokształcącego im. Króla Jana III Sobieskiego. Projektował Józef Sare, 1893–1897.
- ul. Sobieskiego 10–12 (ul. Kremerowska 1) – Narożny zespół dwóch kamienic o cechach architektury modernistycznej. Projektowali Wacław Krzyżanowski i Józef Pakies, 1907.
- ul. Sobieskiego 17 – Kamienica w stylu neorenesansowym. Projektował Leopold Tlachna, 1890–1891.
- ul. Sobieskiego 19 – Kamienica. Projektował Aleksander Biborski, 1897.
- ul. Sobieskiego 24 (ul. Siemiradzkiego 18) – Kamienica w stylu modernistycznym. Projektował Stanisław Mehl, 1934–1935.

Wzdłuż bocznej uliczki, odchodzącej od ulicy Sobieskiego, w latach 1911–1912 zrealizowano zespół pięciu budynków mieszkalnych (pierwotnie projekt przewidywał realizację osiedla złożonego z siedmiu budynków w prostokątnym obwodzie owej uliczki) według projektu Ignacego Wentzla. W skład zespołu wchodzą cztery kamienice o fasadach w stylu malowniczego historyzmu, neogotyku lub neorenesansu. Kamienica przy ulicy Sobieskiego 14 mieściła w pierwszych dekadach XX wieku siedzibę drukarni czasopisma „Sztuka”. Na elewacji kamienicy od strony ulicy Sobieskiego zachował się napis „Drukarnia Sztuka Administracja Wydawnictwa”. Kamienice przy ulicy Sobieskiego 16a i 16b posiadają dekorację fasad nawiązującą do form gotyku małopolskiego, kamienica nr 16c z kolei fasadę o formach neogotyckich i neorenesansowych. Obiekt przy ulicy Sobieskiego 18 to wolnostojąca willa z ogrodem, również będąca elementem zespołu, zrealizowana wcześniej – w latach 1908–1909. 

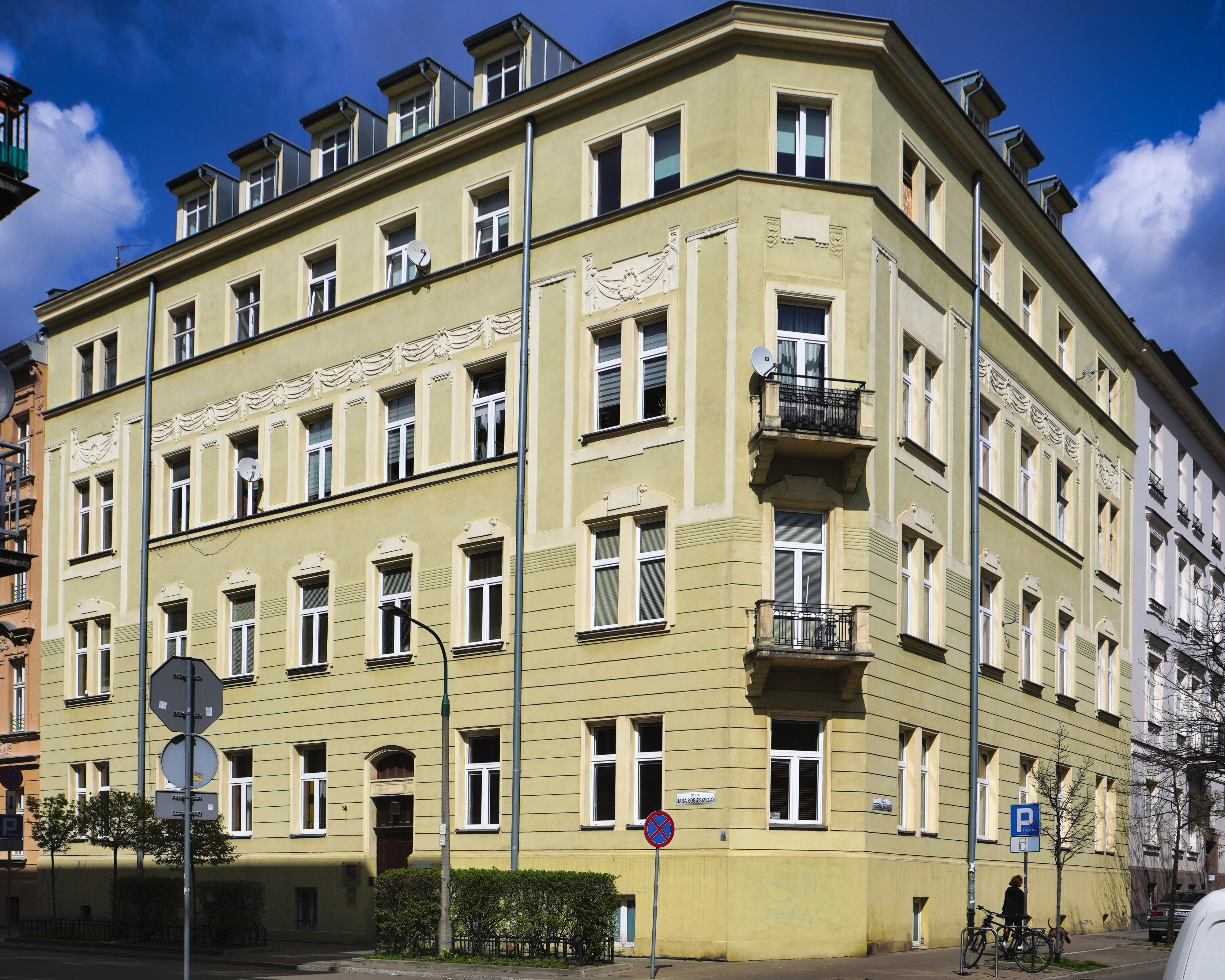
ul. Sobieskiego 1 Kamienica (proj. Józef Pokutyński, 1906–1907)
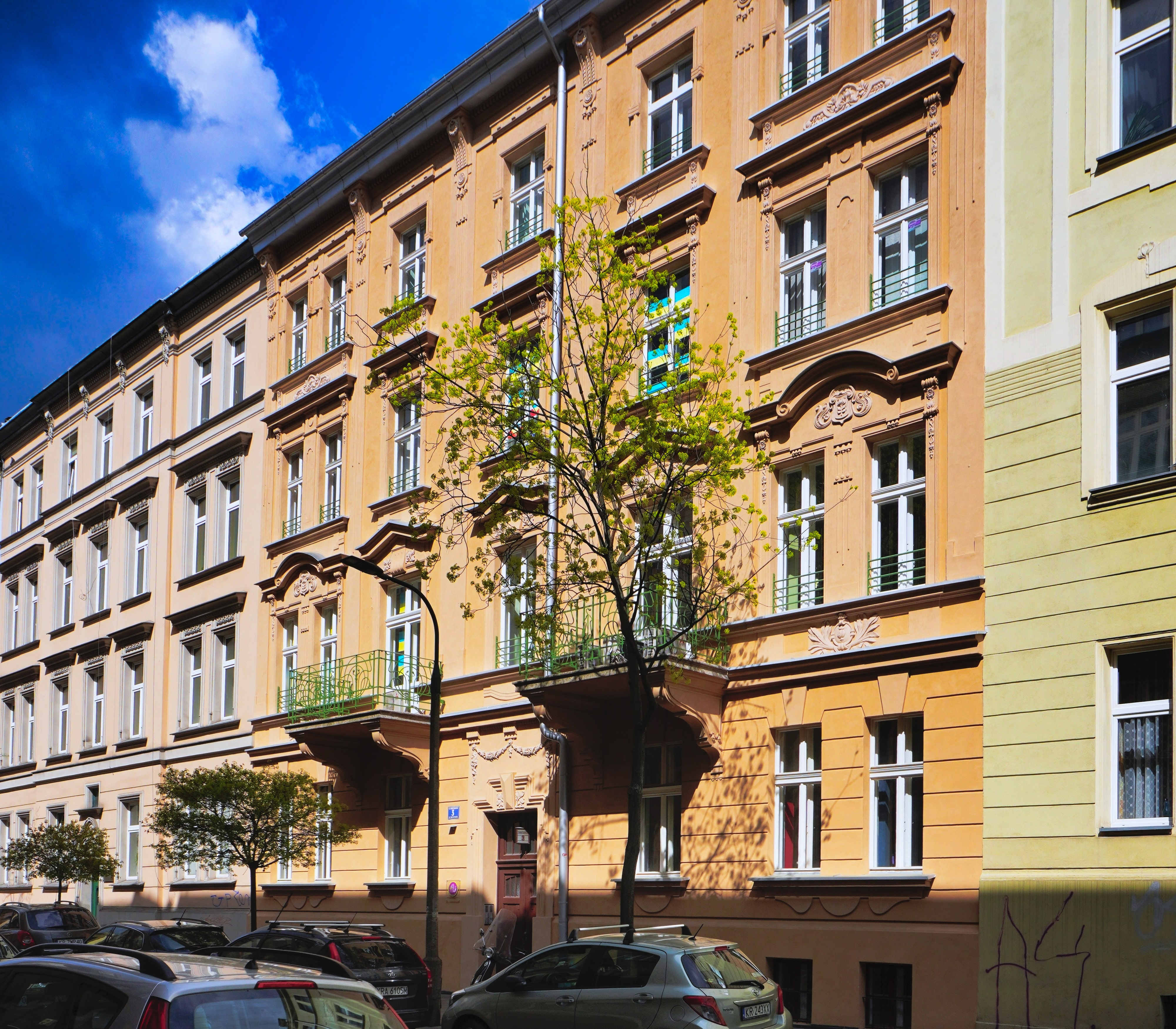
ul. Sobieskiego 3 Kamienica (proj. Jan Orłoński (?), 1905)
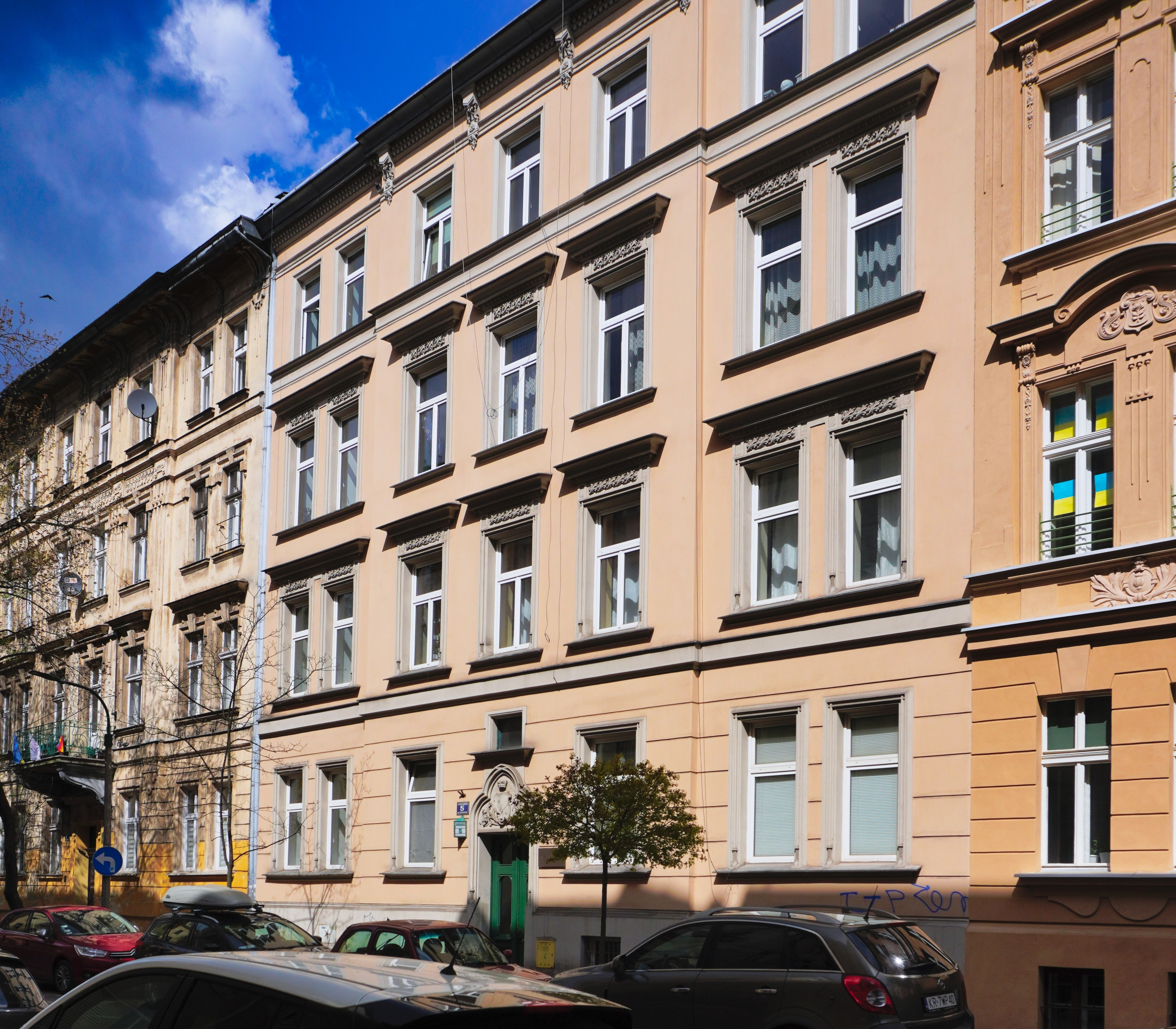
ul. Sobieskiego 5 Zabytkowa kamienica
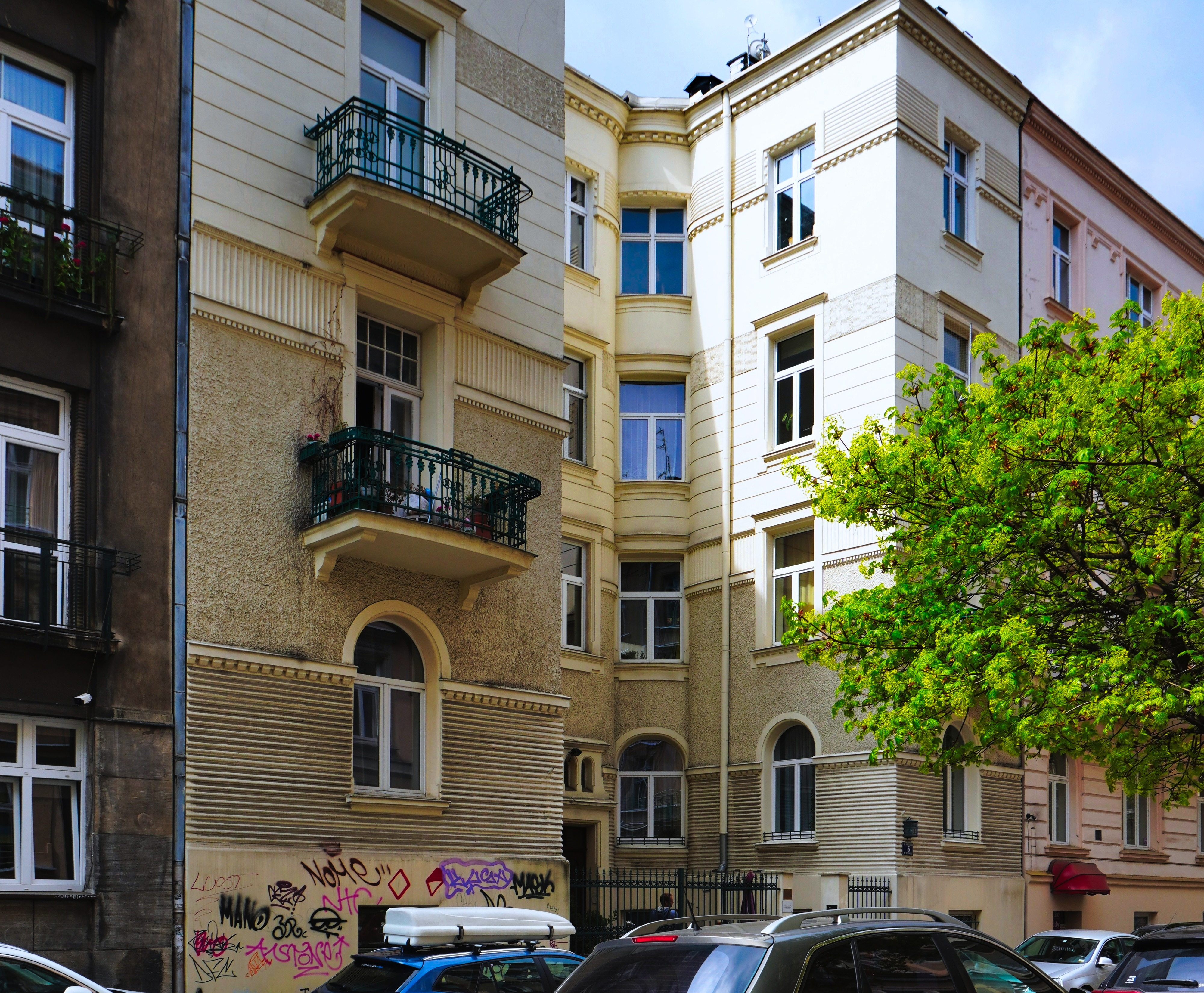
ul. Sobieskiego 6 Kamienica (1909–1910)
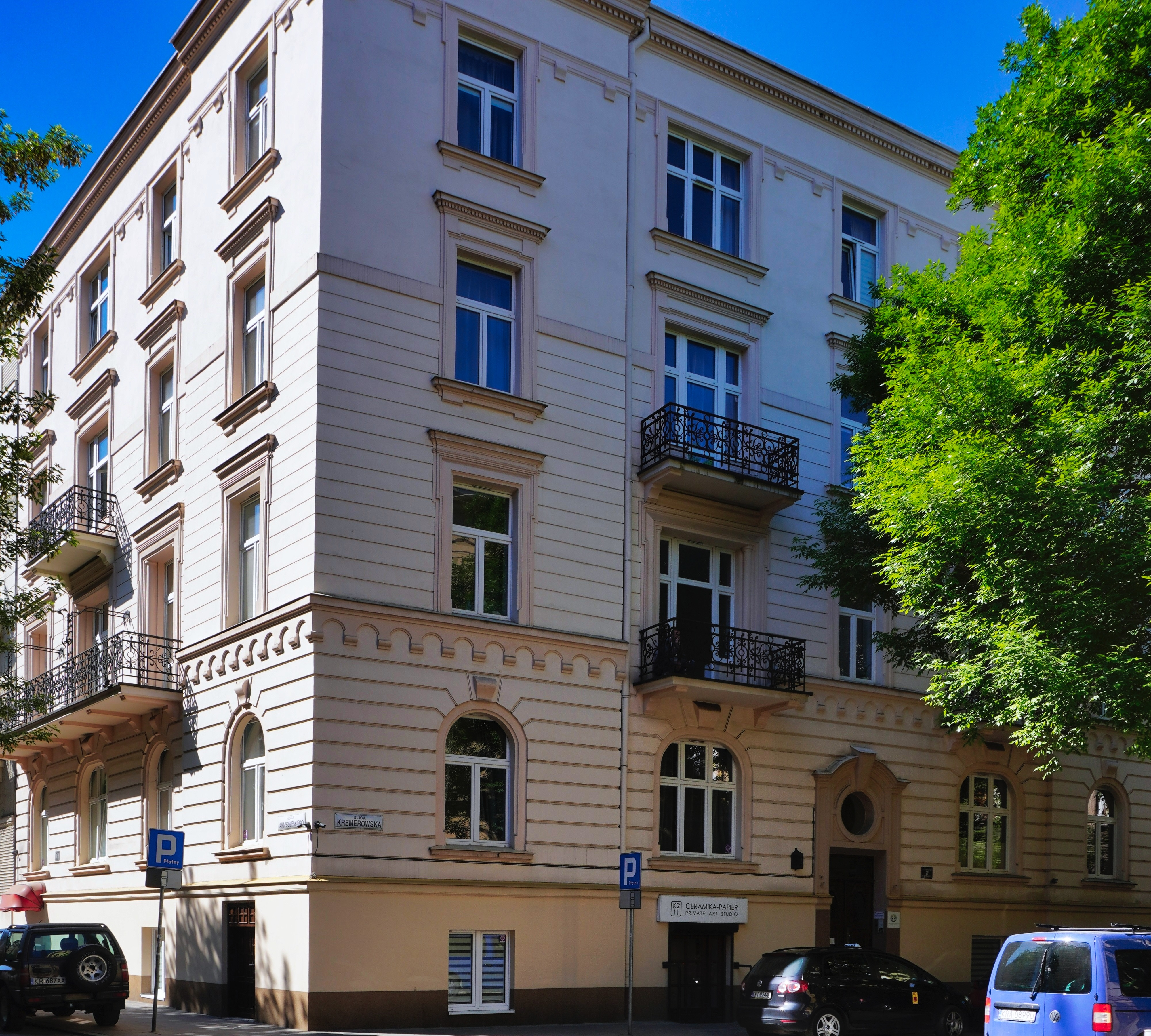
ul. Sobieskiego 8 (ul. Kremerowska 2) Kamienica (proj. Henryk Lamensdorf, 1913)
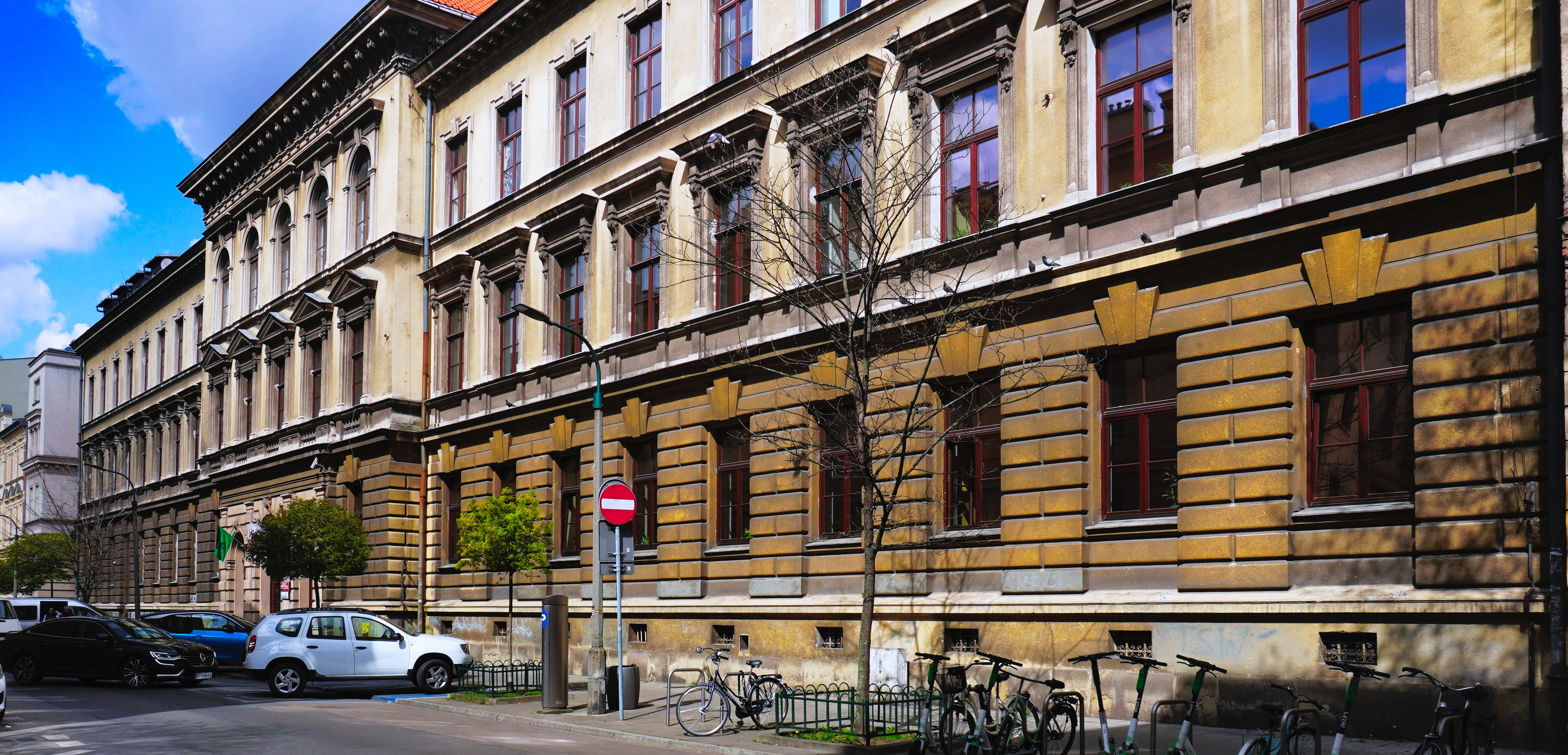
ul. Sobieskiego 9–13 Gmach II Liceum Ogólnokształcącego (proj Józef Sare, 1893–1897).
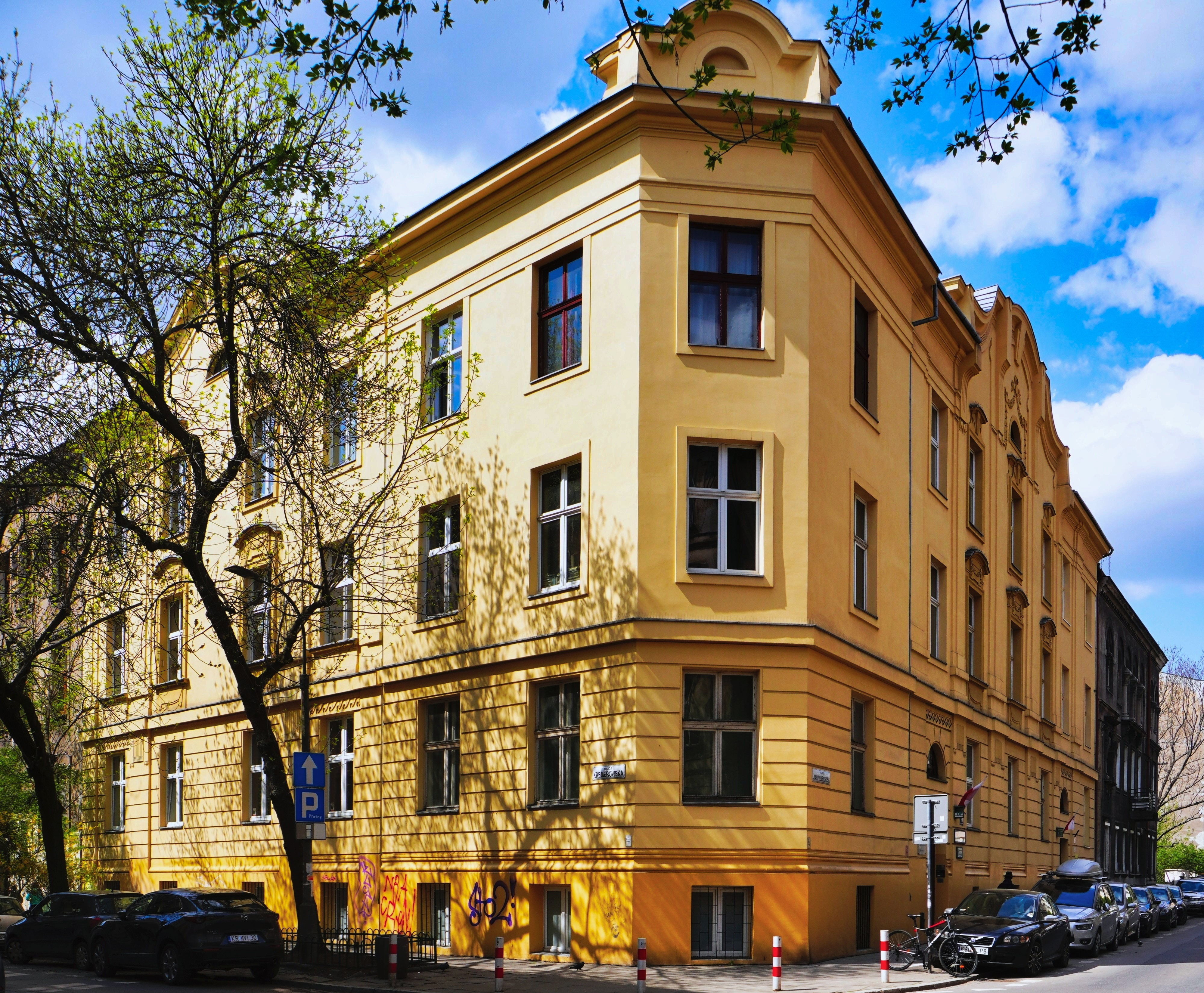
ul. Sobieskiego 10–12 Kamienice (proj. Wacław Krzyżanowski i Józef Pakies, 1907)
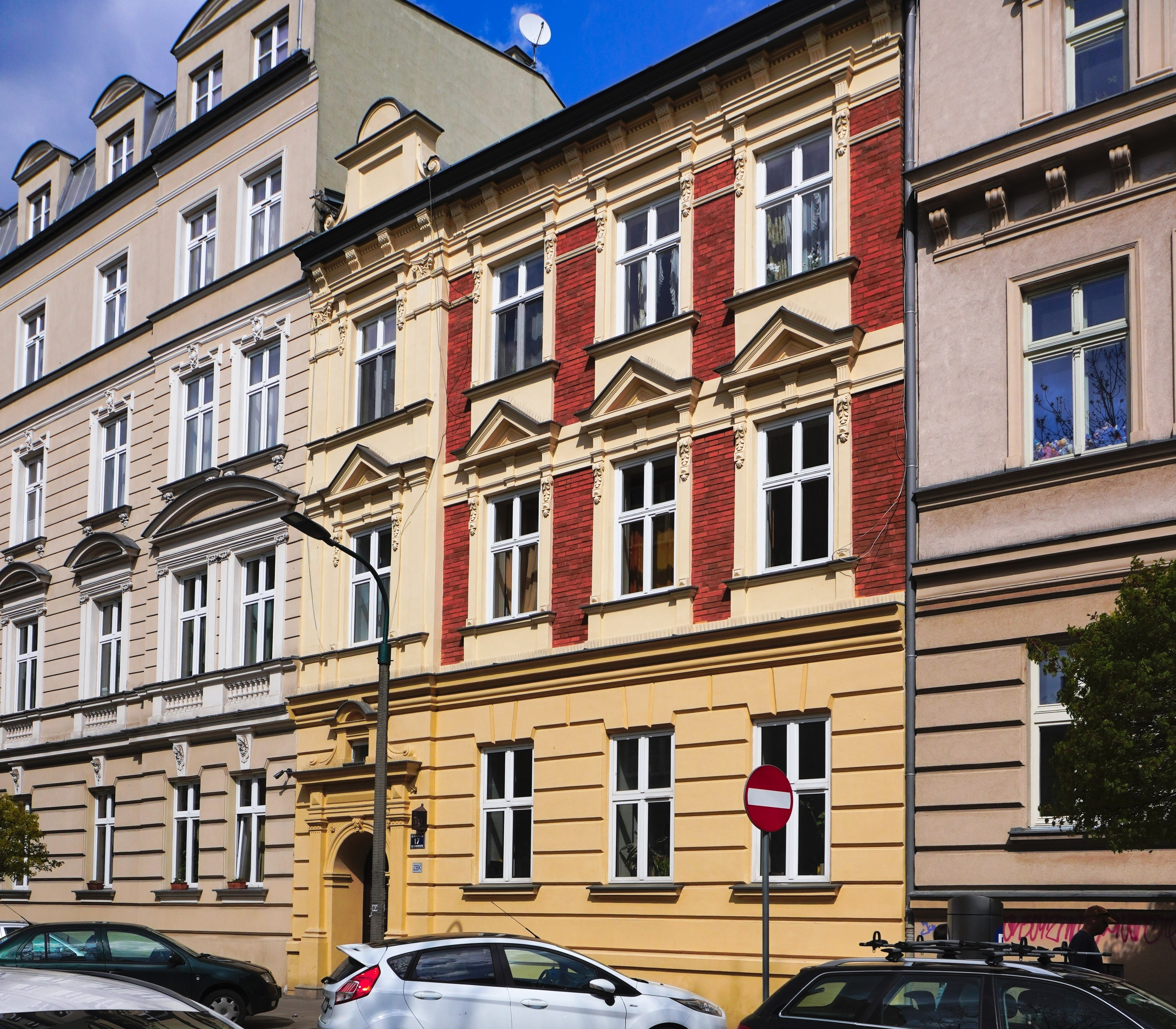
ul. Sobieskiego 17 Kamienica (proj. Leopold Tlachna, 1890–1891)
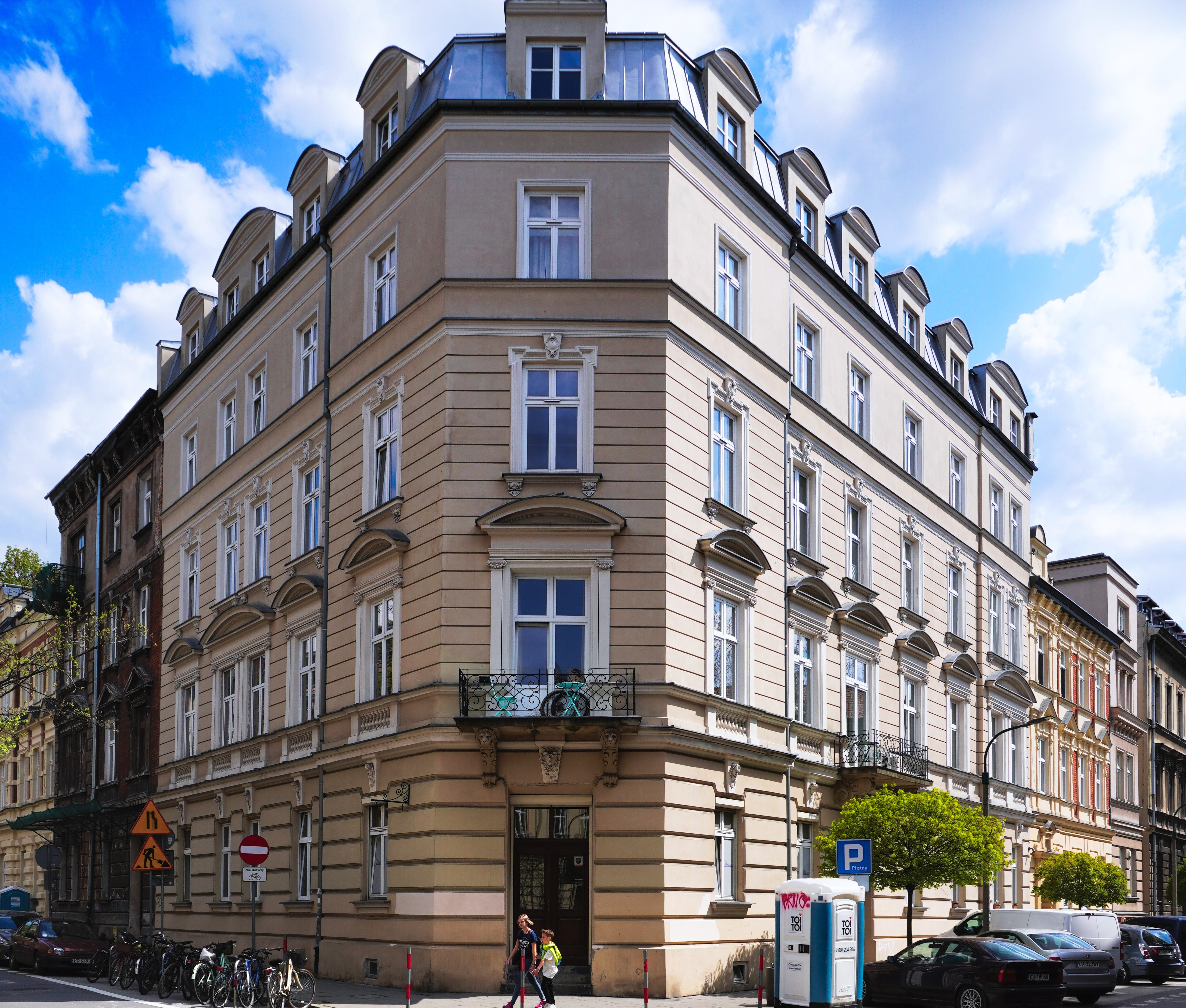
ul. Sobieskiego 19 Kamienica (proj. Aleksander Biborski, 1897)